# Дін Кроуфорд
Дін Кроуфорд (англ. Dean Crawford, 28 лютого 1958 — 6 грудня 2023) — канадський академічний веслувальник.
Олімпійський чемпіон 1984 року в складі вісімки.